# Tomi Joutsen
Tomi Joutsen (ur. 30 kwietnia 1975 w Lohja) – fiński muzyk, kompozytor, wokalista, autor tekstów i instrumentalista. Tomi Joutsen znany jest przede wszystkim z występów w grupie muzycznej Amorphis, w której pełni funkcję wokalisty. Wraz z formacją uzyskał m.in. nagrodę fińskiego przemysłu fonograficznego Emma-gaala. Wcześniej był perkusistą zespołu The Candles Burning Blue. Śpiewał również w formacji Nevergreen w latach późniejszych przekształconej w Sinisthra. Od 2005 roku jako gitarzysta i wokalista wspierający występuje w grupie Corpse Molester Cult. Wystąpił ponadto gościnnie na płytach takich zespołów jak: Discard, Marenne, Thunderstone, Swallow the Sun oraz Waltari.